# Sha (piosenkarka)
Sha, właściwie Grazia di Fresco (ur. 7 maja 1979 w Stuttgarcie) – niemiecka piosenkarka pochodzenia włoskiego. 
Grazia di Fresco po zdaniu matury w roku 2000 w gimnazjum Hansa Grüningera w Markgröningen przeprowadziła się do Monachium, gdzie jako "Grazia" opublikowała piosenkę "Rome Or Paris", która nie była sukcesem komercyjnym.
Potem pracowała już jako Sha wspólnie z jej producentami Benjaminem Olszewskim, Davidem Sobolem i Ole Wierkem nad swoim albumem.
W 2006 podpisała kontrakt z EMI Music. Piosenkę "Verdammt ich lieb Dich" zaśpiewała Sha z kompozytorem ze Stuttgartu Simonem Deckerem.
Jej debiutancki singel JaJa ukazał się na początku sierpnia 2006. Nagranie nawiązuje do piosenki "Under Pressure" zespołu Queen i Davida Bowiego.
W 2007 roku wydała debiutancki album pt. Kein Scheiss!.

## Dyskografia

### Single
| 2006 | JaJa                                       | Kein Scheiss! | 30 | 42 |
| 2006 | Vergiss Mich                               | Kein Scheiss! | 33 | 55 |
| 2007 | Respect The Girls / Verdammt ich lieb dich | Kein Scheiss! | 35 | 38 |
| 2008 | Respect The Girls (English version)        |               |    |    |

### Albumy
| Rok  | Tytuł         | Pozycja | Pozycja | Pozycja |
| Rok  | Tytuł         | DE      | AT      | CH      |
| ---- | ------------- | ------- | ------- | ------- |
| 2007 | Kein Scheiss! | 41      | 64      | -       |